# Central Tejo (histoire)
Central Tejo est le nom de deux générations de centrales électriques de la ville de Lisbonne au Portugal.
À la fin du XIXe siècle, Lisbonne, contrairement au reste de l’Europe, était une ville en pleine expansion, ce qui se traduisait notamment par la consommation d’électricité qui augmentait au même rythme que son urbanisation. Tout d’abord, le gaz fut remplacé dans le système d’illumination publique, les moteurs électriques se généralisèrent progressivement dans l’industrie et, enfin, les résidences plus aisées initièrent l’ère de l’utilisation domestique de l’électricité.
À Lisbonne, il existait deux centrales qui alimentaient la ville en énergie : la « Central da Avenida » (1889) et la « Central da Boavista » (1903). Leur nom correspondait à celui de leur emplacement, et c’est pour cette même raison que, pendant la création du projet de la « Central Tejo », le nom prévu était « Central da Junqueira » vu qu’elle allait être construite dans une zone appelée Junqueira. Néanmoins, cette dénomination ne dura pas longtemps car elle adopta après sa construction, sur les documents officiels tout comme sur les façades, le nom du fleuve qui l’entourait - « Central Tejo ».

## La «Central Tejo» primitive
Les petites centrales existantes à Lisbonne (Avenida et Boavista) sont rapidement devenues obsolètes avec l’augmentation de la consommation en énergie électrique. De plus, celles-ci se trouvaient dans des quartiers très urbanisés, ce qui les empêchait de s’agrandir et causait un impact environnemental très fort sur les populations des environs.
C’est pour ces raisons, qu’au début de 1908, l’entreprise chargée de la subvention de production et de distribution de l’énergie électrique à Lisbonne, les Compagnies Réunies de Gaz et Électricité (Companhias Reunidas de Gás e Electricidade - CRGE), ont décidé de construire une nouvelle centrale thermoélectrique à Lisbonne. Dans leur permis d’exploitation, l’installation d’une nouvelle station génératrice d’énergie, située dans une zone usinière dans la partie occidentale de la ville, était sollicitée.
L’emplacement choisi se trouvait à mi-chemin entre le Palais de Belém (Palácio de Belêm) et la Corderie nationale de Junqueira (Cordoaria Nacional da Junqueira), qui existent encore aujourd’hui. En mars 1908, la construction put commencer, une fois le capital destiné à financer la nouvelle centrale thermoélectrique disponible. La « Central Tejo » allait approvisionner en énergie électrique la ville de Lisbonne et ses environs pendant plus de quatre décennies.

Le projet technique définitif fut réalisé par l’ingénieur Lucien Neu, et profitait de tout l’espace utile et disponible, plaçant les turbines au centre et les chaudières des deux côtés. Le projet fut modifié plusieurs fois ce qui retarda les travaux. L’entreprise Vieillard & Touzet était chargée de la construction où travaillaient environ 50 employés.
Pendant l’été de 1909, la « Central Tejo » fut inaugurée officiellement, même si de nombreuses modifications continuaient à être réalisées à l’intérieur jusqu’en 1910, comme l’acquisition de nouveaux turboalternateurs ou l’extension de la salle des chaudières. Cela a impliqué la construction d’une nouvelle cheminée de 36 m de haut, en forme de pyramide inversée.
Depuis sa construction jusqu’en 1912, la « Central da Junqueira » a progressivement acquis sa nouvelle machinerie qui allait augmenter sa capacité de production. En 1908, deux nouveaux alternateurs provenant de la « Central da Boavista », avec 1 MW de puissance chacun, ainsi que six chaudières de la marque Delauny - Belleville, furent reçus et mis en place. L’expansion de 1910 inclut l’installation de trois nouveaux turboalternateurs Brown Boveri & Co., qui ont élevé la puissance de production jusqu’à 7,75 MW, ainsi que l’installation de quatre nouvelles chaudières dans un premier temps, et puis encore cinq avec une puissance de vaporisation plus élevée.
En 1912, une fois tout le matériel installé, la « Central Tejo » primitive disposait de quinze petites chaudières Belleville et cinq ensembles de générateurs, qui alimentaient le réseau électrique de Lisbonne.
En ce qui concerne l’extérieur, le bâtiment où était placé tout ce matériel, présentait une architecture très caractéristique des petites centrales électriques de la fin du XIXe siècle, qui à l’époque étaient appelées « usines d’électricité ». Son plan était constitué d’une galerie longitudinale couverte et de trois bâtiments transversaux continus du côté occidental. Entre ces trois bâtiments, deux fines cheminées avec le double de leur hauteur qui sautaient aux yeux et « surveillaient » les environs. Sur les façades Nord et Sud, on pouvait lire l’inscription: « 1909 / Cªs Reunidas Gás e Electricidade / Estação Eléctrica Central Tejo ».
Cette « Central Tejo » primitive fut initialement programmée pour fonctionner pendant une période de six ans (1908-1914), jusqu’à ce que les CRGE aient réussi à réunir les moyens nécessaires pour la construction d’une centrale de plus grandes taille et capacité. Cependant, à cause de la Première Guerre mondiale, ce stade primitif de la « Central Tejo » se prolongea jusqu’en 1921. La production et la distribution d’électricité commencèrent à se faire dans des conditions très précaires, notamment à cause de la mauvaise qualité des combustibles utilisés, ce qui a été à l’origine de nombreuses pannes et d’un freinage significatif dans le rythme d’expansion et de développement de l’électricité de la ville.
Malgré ces difficultés, les travaux de construction des chaudières de basse pression continuèrent et, en 1916, la centrale commença à recevoir la vapeur des deux premières chaudières installées dans le nouveau bâtiment, qui était alors encore en construction mais possédait déjà les conditions nécessaires pour le renforcement d’alimentation des deux ensembles de générateurs.
Une fois que le bâtiment de la basse pression fut construit et totalement opérationnel (1921), la première « Central Tejo » fut désactivée et démantelée ne laissant que des ateliers et des entrepôts. Quelques années plus tard, quand le besoin de construire un nouveau bâtiment pour les chaudières de haute pression s’imposa, les galeries de cette première « Central Tejo » primitive furent démolies en 1938, ne laissant aucune trace.

## La «Central Tejo» actuelle
En raison de la nécessité de construire une nouvelle centrale pour répondre aux besoins croissants en électricité et de la précarité des installations de la centrale primitive, l’année 1914 marqua le début de la construction des nouveaux bâtiments et l’installation de machines plus efficaces. Ce fut un stade de développement, de croissance et de modernisation qui se termina avec l’installation de la 15e et dernière chaudière en 1951.
Pour faire simple, deux périodes de construction se distinguent:
- La première, comprise entre 1914 et 1930, correspond aux installations de basse pression, pendant laquelle la salle des chaudières de basse pression et la salle des machines furent construites et agrandies.
- La deuxième, de 1938 à 1951, correspond aux diverses installations liées à la production de haute pression. À la fin de cette période, l’ensemble architectonique a maintenu sa structure sans modification jusqu’à aujourd’hui. Le bâtiment des chaudières de haute pression se démarque des autres par sa grandeur.

### Basse pression
Avec la construction du bâtiment des chaudières de basse pression et de la nouvelle salle des machines, la « Central Tejo » se consolida tant d’un point de vue productif que d’un point de vue architectonique, avec l’utilisation d’un revêtement en brique sur toutes les façades visibles de cet ensemble industriel.
Trois stades de construction peuvent aussi se distinguer dans cette période de basse pression: 
- Le premier, entre 1914 et 1921, correspond au début de la construction du bâtiment des chaudières, du distributeur de charbon et de la salle des machines
- Le deuxième, entre 1924 et 1928, correspond à la construction d’une nouvelle partie de l’usine destinée à l’installation de nouvelles chaudières, d’un autre distributeur de charbon (identiques à ceux déjà mis en place) et d’un nouvel ensemble de générateurs, et à la construction d’un quai pour le réseau de réfrigération et de ses conduites respectives.
- Enfin, c’est pendant le troisième stade, qui eut lieu entre 1928 et 1930, que sont faites les dernières extensions de la salle des chaudières, avec l’acquisition de nouveaux fours de plus grandes dimensions et de la salle des machines.

#### Première période (1914-1921)
La construction des bâtiments de basse pression et des machines débuta en 1914. Le projet visait plusieurs sections de l’usine: deux galeries longitudinales couvertes, qui serviraient chacune à loger six chaudières de basse pression de la marque Babcock & Wilcox; une salle des machines où seraient placés deux turboalternateurs allemands de la marque AEG avec une puissance de 8 MW; et un bâtiment de commande et un poste électrique de plus petite dimension. La construction commença du nord vers le sud et de l’est vers l’ouest. Dès le début, la possibilité d’agrandir plus tard la centrale en direction du Tage était prévue.
Peu de temps après le début des constructions, la Première Guerre mondiale éclata, ce qui conduisit à des retards dans les dates prévues et à des problèmes dans la réception des turboalternateurs venus d’Allemagne, qui restèrent bloqués jusqu’à la fin du conflit. Malgré cela, en 1916, les deux premières chaudières de basse pression furent installées (appelées nº 5 et nº 6 dans le projet) pour alimenter les générateurs de la centrale primitive.

Pendant les deux années suivantes, deux nouvelles chaudières furent mises en place (la nº 4 et la nº 3) qui, de pair avec la 5 et la 6, produisaient plus de puissance que ce que les générateurs de la centrale primitive ne pouvaient supporter. Les CRGE ont donc décidé qu’il était indispensable d’acquérir un autre turboalternateur. La commande fut donc faite au même fournisseur allemand des deux autres générateurs qui continuaient à être bloqués. Ainsi, il fut aussi décidé d’avancer avec la construction d’une partie de la salle des machines, destinée à loger ce nouveau générateur. En 1919, un nouveau turboalternateur suisse fut mis en marche, avec une puissance de 7500 kW et de la marque Escher & Wiss.
Un an plus tard, les chaudières manquantes prévues dans le projet (la 1 et la 2) furent installées et, avec la fin de la guerre, les deux ensembles allemands furent enfin reçus. Ce nouveau matériel fut mis en marche en 1921. Avec l’installation définitive de ces 6 chaudières et de ces trois ensembles de générateurs, la production se stabilisa, rendant possible le démantèlement de l’équipement de la « Central da Junqueira ».

#### Deuxième période (1924-1928)
Progressivement, en fonction de l’augmentation de la consommation, il fut à nouveau nécessaire de faire d’importants et de nouveaux travaux dans la « Central Tejo », afin d’élargir et de finaliser la salle des chaudières de basse pression. Les CRGE ont alors prévu l’extension d’une galerie industrielle, destinée à loger trois nouvelles chaudières de basse pression, et l’acquisition d’un nouvel ensemble de générateurs.
C’est pour cette raison qu’en 1922 une étude fut réalisée sur la possibilité d’installer les chaudières nº 7 et nº 9, et sur la possibilité de les faire fonctionner avec du charbon pulvérisé, ce qui s’est avéré ne pas être rentable. Malgré cela, il fut prévu que la chaudière nº 11 fonctionnerait avec du charbon pulvérisé.
La salle dite “nouvelle salle des chaudières” continuait à être élargie vers le sud, en direction du Tage. Sa façade sud restait inachevée et était temporairement fermée avec une plaque en zinc et une structure métallique qui copiait les fenêtres de l’autre côté. Les chaudières 7 et 9, de la marque Babcock & Wilcox, furent les premières à être installées dans ce nouvel espace, respectivement en 1924 et en 1925. La troisième, la chaudière nº 11, fut installée en 1928 et était fabriquée par Maschinenbauanstalt Humboldt (de). Vu que celle-ci utilisait du charbon pulvérisé, elle avait son propre moulin.
La salle des machines n’a pas subi de modification de ses dimensions mais un nouvel ensemble de générateurs de 8MW fut installé en 1925: le nº 4 des marques Stal-ASEA. Les conduites et les deux nouveaux siphons furent aussi construits dans le nouveau quai du réseau de réfrigération qui conduisait l’eau du fleuve jusqu’à la centrale.

#### Troisième période (1928-1930)
C’est dans la période de la construction de la « Central Tejo » primitive que l’édification des galeries usinières s’est achevée; cela inclut la construction de la salle des chaudières et de la salle des machines. En 1928, dans la même année du montage de la chaudière nº 11, il fut décidé d’acheter les deux chaudières qui manquaient, la 8 et la 10, au fournisseur plus régulier, Babcock & Wilcox, vu les retards dans les travaux de montage de la chaudière de la marque Humboldt. Néanmoins, ce n’est qu’en 1930 que leur montage s’acheva.
Le nouveau bâtiment d’usine où les chaudières étaient placées a conservé le même style et la même harmonie esthétique que les structures précédentes, même si les dimensions étaient plus grandes. La plaque en zinc qui avait servi temporairement de façade fut enlevée pour construire ce bâtiment en direction du fleuve. Après cela, la façade n’a plus changé et est encore visible aujourd’hui.
En ce qui concerne la salle des machines, il fut aussi nécessaire de démolir la façade sud existante pour élargir l’aire de l’usine vers le Tage et l’aligner avec la salle des chaudières. Cela a permis de placer un nouveau et dernier ensemble de générateurs de la marque Escher Wiss/Thompson (nº 5), ainsi que de rendre disponible un nouvel espace à l’étage inférieur destiné au déchargement et à la manipulation de turbines, d’alternateurs et de matériel varié. La production de plus de puissance obligea un développement simultané des installations d’adduction de l’eau réfrigérée. À cet effet, deux nouveaux siphons furent construits, un pour la réception des eaux et l’autre pour l’évacuation, faisant ainsi un total de quatre siphons.
Après une quinzaine d’années de constructions et de développements, la « Central Tejo » dans sa période de basse pression avait enfin à disposition trois grandes surfaces usinières, à savoir les chaudières, les machines et le poste électrique, toutes placées parallèlement au fleuve. La salle des chaudières était composée de quatre grandes galeries industrielles qui laissaient un espace libre à l’intérieur duquel étaient placées les onze chaudières de basse pression, dont dix étaient de la marque Babcock & Wilcox (d’origine anglaise) et une de la marque Humboldt (d’origine allemande). La salle des machines était un espace longitudinal et ouvert, perpendiculaire à la salle des chaudières, où se trouvaient cinq ensembles de générateurs de diverses puissances et de diverses marques: Escher & Wiss, AEG, Stal-Asea et Escher Wiss/Thompson.

### Haute pression
Pendant la période de 1930 à 1938, la centrale utilisait encore la basse pression pour sa production, mais de nombreux travaux commençaient déjà à se faire avec l’objectif de préparer la « Central Tejo » à l’utilisation de la haute pression. Les modifications nécessaires incluaient la construction d’un nouveau bâtiment.
La localisation prévue pour la construction de ce nouveau bâtiment coïncidait avec les locaux de la centrale primitive, ce qui veut dire qu’il fallait trouver un emplacement provisoire où loger le matériel complémentaire et essentiel de l’ancienne centrale avant de commencer sa démolition. Pour cela, les terrains et bâtiments de l’ancienne raffinerie de sucre, « Senna Sugar Estates, Ltd. », furent achetés. Ces terrains appartenaient à la « Companhia de Açucar de Moçambique » et étaient situés du côté est de la « Central Tejo ».

Dès le début de cette décennie, les turboalternateurs 2 et 3, de la marque AEG, commencèrent à causer des problèmes et à tomber successivement en panne. Et, en 1934, s’effectua la demande d’achat et de permis d’installation de deux générateurs de la même marque mais avec le double de la puissance. C’est à la fin de l’an 1935 que le turboalternateur nº 2 fut installé et inauguré, et que le montage du nouveau matériel de transformation de tension fut terminé, permettant au poste électrique de la « Central Tejo » d’alimenter en énergie toute la région de Lisbonne et « Vale do Tejo » jusqu’à la ville de Santarém. L’année suivante, l’ancien ensemble de générateurs nº 3 fut remplacé par un nouveau.
L’installation des premières chaudières de haute pression (nº 12, nº 13 et nº 14) s’imposa quasiment avec la mise en place de nouveaux ensembles de générateurs. Sans cette installation, cela n’aurait pas été possible de profiter efficacement de l’énergie produite par la vapeur et de la capacité des ensembles de turboalternateurs. La commande des chaudières a de nouveau été faite aux fabricants Babcock & Wilcox. C’est à cause de leurs grandes dimensions que le bâtiment prévu pour leur emplacement allait devenir le plus grand de la centrale.
En 1938, l’ancienne centrale primitive était déjà vide et inutilisée, et sa démolition commença pour laisser place à la nouvelle usine « Central Tejo ». Plusieurs entreprises ont été chargées des travaux: la Société des Pieux Franki a été sélectionnée pour s’occuper des mélangeurs et de l’augmentation de l’élévation du charbon – leurs travaux ont commencé en septembre de la même année; la structure métallique et les travaux de construction civile ont été confiés à l’entreprise portugaise Vulcano & Colares – leurs travaux ont commencé en mars 1939 avec la construction des premiers éléments structurels et des chaudières.
La structure de ce nouveau bâtiment est tout en fer et son revêtement suit l’esthétique du bâtiment de basse pression, c’est-à-dire qu’il est fait en brique sur toutes les façades extérieures. La différence se trouve dans la décoration qui, au contraire des autres bâtiments plutôt modernistes, est d’un style visiblement classique, inspiré par les palais de la Renaissance.
Pendant que le nouveau bâtiment de haute pression s’édifiait, un nouveau bâtiment aux proportions beaucoup plus réduites était également construit. Ce dernier était destiné aux « auxiliaires de basse pression», c’est-à-dire qu’il devait servir à loger les machines d’épuration et de traitement des eaux. Cette annexe avait aussi pour fonction de libérer de l’espace dans la salle des chaudières vu que la construction d’une salle des auxiliaires de haute pression était déjà prévue. Les auxiliaires de basse pression furent terminés en 1939 et se trouvaient appuyés sur le bâtiment principal, à côté des chaudières 8 et 10.
La guerre, cette fois-ci la Seconde Guerre mondiale, a de nouveaux été la cause de retards dans le montage et l’installation du bâtiment de haute pression. Les trois chaudières prévues pour être mises en marche en 1940, ne l’ont été qu’un an plus tard. La chaudière nº 12 fut mise en marche en mars, la nº 13 au mois suivant et la chaudière nº 14 ne fut mise en marche qu’en août 1941.

Malgré l’installation des nouvelles chaudières, la centrale ne pouvait pas atteindre un haut niveau de rentabilité puisqu’elles étaient en train de fonctionner en basse pression. Pour pouvoir profiter complètement du nouveau matériel, il faillait construire des auxiliaires de haute pression et mettre des turbines appropriées. Le bâtiment des auxiliaires se fit à l’endroit de la salle des chaudières de basse pression, ce qui impliqua le démantèlement des chaudières 1 et 2 en 1943. L’adaptation des turbines des ensembles 2 et 3 à la haute pression fut difficile et compliquée étant donné que la demande faite au constructeur allemand fut suspendue par le blocus commercial, généralisé dans tout le continent européen comme conséquence de la guerre.
Enfin, en 1942, le matériel est arrivé, ce qui a permis de commencer la production d’énergie électrique en régime de haute pression l’année suivante. En 1943, les chaudières 12 et 13 commencèrent à alimenter le turboalternateur nº 2 et, en 1944, la chaudière 14 commença à alimenter le turboalternateur nº 3.
À cause de la guerre, pendant les années de conflit, le prix du charbon augmentait au même rythme que sa qualité diminuait. Par conséquent, les prix ont quadruplé en à peine six ans (de 1939 à 1945). D’un autre côté, la production d’électricité a aussi augmenté progressivement, en atteignant de nouvelles valeurs maximales tous les ans, avec les valeurs record de 52 200 kW et de 216 millions de kWh de production.
En 1948, à cause de la montée du prix du charbon, les trois chaudières de haute pression furent modifiées afin d’être adaptées à la combustion de naphta (mazout), un dérivé du pétrole qui, à l’époque, était moins cher que le charbon. Il fut aussi nécessaire de construire un réservoir qui serait destiné à contenir ce nouveau carburant liquide, avec une capacité de 8 000 m3 et mis à la place du charbon.

### Chaudière 15
En 1944, les CRGE planifièrent un nouveau projet de substitution des alternateurs et des anciennes chaudières par des équipements adaptés à leur situation actuelle, modifiée par l’évolution technologique. Plus tard, à cause de l’augmentation de la consommation d’électricité, ce projet changea et il ne s’agissait plus d’agrandir mais plutôt de construire un nouveau centre producteur, c’est-à-dire une nouvelle centrale thermoélectrique. Cette même année, la nouvelle « Loi d’Électrification nationale» entra en vigueur et changea la politique énergétique portugaise, donnant priorité absolue à la production d’énergie via des systèmes hydroélectriques. Le projet des CRGE fut donc rejeté car il était contraire à la loi. Après plusieurs appels du jugement, un agrandissement minimum de la centrale fut enfin concédé aux CRGE, ce qui se traduisit par l’acquisition d’une nouvelle chaudière nº 15.
Fournie à nouveau par Babcock & Wilcox, celle-ci fut installée à côté de la chaudière nº 12. Pour réussir l’installation, il fallut démolir la façade existante, cimenter un nouvel espace et construire une nouvelle structure en fer avec le même style et revêtement habituel en brique. Les travaux commencèrent au début de 1950, et, un peu plus d’un an plus tard, ils furent terminés et la chaudière fut mise en marche. À cette date, la centrale fournissait déjà une production de réserve.
Cette dernière chaudière était sous quelques aspects différents des autres vu qu’elle a été installée presque dix ans plus tard. Les injecteurs de naphta provenaient déjà de l’installation d’origine, alors que chez les autres, ils ont été installés progressivement; le grille mécanique était placé à une hauteur inférieure; la table de commandes était plus avancée et précise dans le registre et la lecture des données d’opération de la chaudière; les cendriers avaient six trémies d’expulsion de cendres et charbon, alors que les autres n’en avaient que trois; et, elle était aussi légèrement plus grandes.

### Intégration dans le réseau électrique national
La « Loi de l’électrification nationale » attribuait une priorité absolue à la production d’énergie à partir de systèmes hydroélectriques et aussi à l’uniformisation électrique nationale, à travers un réseau national de transport. C’est pour ces raisons qu’à partir de 1950, la « Central Tejo » fut classée centrale de réserve, devenant un producteur secondaire et servant comme auxiliaire du secteur de production électrique. Cela a inévitablement conduit au déclin de la « Central Tejo ».

Le 21 janvier 1951, la « Central de Castelo do Bode », première grande centrale hydroélectrique parmi toutes celles que la nouvelle loi avaient prévu dans son projet, fut officiellement inaugurée. Ces nouvelles centrales étaient destinées à fournir, entre autres, de l’électricité aux grands centres de consommation électrique, comme Lisbonne et Porto. À partir de cette date, la « Central Tejo » ne jouait plus qu’un rôle secondaire et de réserve, ne produisant plus que pendant des périodes sèches ou compliquées au niveau hydrique et comme support au réseau national électrique. Cela dit, la « Central Tejo ». continua tout de même à produire de l’énergie électrique mais en n’utilisant qu’un ensemble turbo et deux chaudières de haute pression.
De 1951 à 1968, la centrale fut productive tous les ans, à l’exception de 1961. L’année de 1953 fut particulièrement difficile étant donné le manque de disponibilité hydrique, ce qui obligea la centrale à travailler presque toute l’année, souvent en surcharge, pour fournir son propre réseau de distribution mais aussi pour subvenir aux besoins du réseau électrique national. Aussi pendant la décennie de 1960, tout le matériel de basse pression fut démantelé et démonté.
Le dernier registre de fonctionnement de la « Central Tejo », date du 14 août 1972, et est dû aux mouvements d’opposition politique au régime gouvernemental en place à l’époque. Le 9 août, les câbles de haute tension qui alimentaient Lisbonne ont été coupés, en tant qu’acte de sabotage, la laissant sans électricité. Pendant une semaine, de l’aide fut demandée à la « Central Tejo » pour alimenter Lisbonne en électricité. Ses travailleurs, quelques-uns déjà à la retraite, furent appelés pour, avec leur savoir et leur expérience, remettre les installations de la « Central Tejo » en marche, mettant pour la dernière fois du charbon dans la chaudière nº 15. La « Central Tejo » réussit à produire 1 200 678 kWh, ce qui est une valeur résiduelle étant donné qu’elle ne correspond qu’à un cinquième des nécessités d’une seule journée de consommation du réseau des CRGE. Le dernier jour de la centrale restera gravé dans les mémoires – les bruits et les vibrations qui ont marqué plusieurs générations de fonctionnement de cette usine d’électricité cessèrent définitivement.
Officiellement, la « Central Tejo » fut fermée et déclassifiée en 1975.

## Musée de l’électricité, ou «Museu da Electricidade»

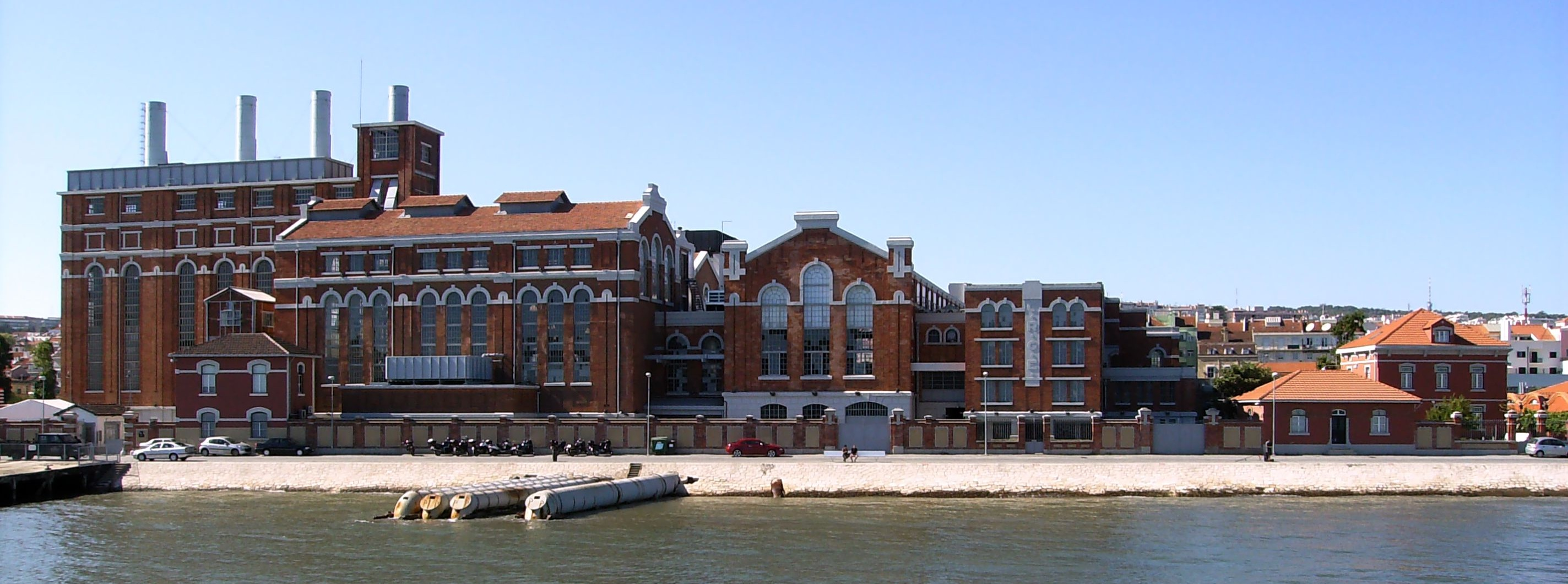
Musée de l’électricité

Après la nationalisation du secteur électrique portugais en 1975, le patrimoine des CRGE fut intégré dans une nouvelle entreprise créée en 1976, la EDP -« Electricidade de Portugal » (« Électricité du Portugal »), et la question sur l’utilisation de cette « Central Tejo » se posa. La proposition fut évidente: nouvelle ouverture en tant que Musée des Sciences et, simultanément, d’archéologie industrielle.
La même année durant laquelle le bâtiment de l’ancienne centrale fut classé « d’Intérêt Public », c’est-à-dire en 1986, l’équipe fondatrice du futur musée de l’électricité commença à travailler sur son projet. En 1990, le musée ouvrit ses portes au public.
Les expositions permanentes du musée permettent de connaître tout le processus de production, l’histoire et le travail au sein de la « Central Tejo ». Elles permettent aussi de connaître des aspects importants dans l’évolution de la production de l’énergie électrique, dès les premières découvertes jusqu’aux nouvelles formes de productions existantes aujourd’hui. Le musée compte aussi un centre de documentation, une bibliothèque spécialisée et un service de recherche et de conservation des équipements plus variés et en relation avec l’électricité. Cela permet de consolider l’étude historique de l’électricité au Portugal et de transmettre au fil du temps les souvenirs et les faits associés.
Entre 2001 et 2005, la centrale a connu de nouveaux travaux qui ont servi à restaurer le bâtiment vu la fragilité de son état de conservation. Les façades et l’intérieur ont été nettoyés, la structure en fer a été consolidée, des milliers de briques ont été remplacées et le contenu muséologique s’est modifié. Tout cela est aujourd’hui visible et peut être constaté en visitant l’espace de l’ancienne « Central Tejo », aujourd’hui « Museu da Electricidade ».